# Новороссошанская волость
Новороссоша́нская во́лость — историческая административно-территориальная единица Старобельского уезда Харьковской губернии с центром в слободе Ново-Россошь.
По состоянию на 1885 год состояла из 3 поселений, 3 сельских общин. Население — 6846 человек (3555 мужского пола и 3291 — женского), 1007 дворовых хозяйств.
|                        | Площадь, десятин | В том числе пахотной, дес. |
| ---------------------- | ---------------- | -------------------------- |
| Сельских общин         | 16587            | 13887                      |
| Частной собственности  | 790              | 694                        |
| Казенной собственности | 4312             | 4312                       |
| Другой собственности   | 133              | 133                        |
| В целом                | 21822            | 19026                      |

Основные поселения волости по состоянию на 1885 год:
- Ново-Россошь — бывшая государственная слобода в 80 верстах от уездного города, 3935 человек, 567 дворовых хозяйств, 2 православные церкви, школа, 3 ярмарки в год.
- Донцовка — бывшая государственная слобода при реке Каменка, 2833 человека, 433 дворовых хозяйства, православная церковь, школа.